# Valgjärve
Valgjärve (dt. Weißensee) ist eine ehemalige Landgemeinde im estnischen Kreis Põlva mit einer Fläche von 143,1 km². Saverna ist seit 1582 urkundlich belegt.
Sie hatte 1556 Einwohner (Stand: 10. Januar 2005). Seit 2017 gehört Valgjärve zur Landgemeinde Kanepi.

## Geographie
Neben dem Hauptort Saverna gehörten zur Gemeinde die Dörfer Abissaare, Aiaste, Hauka, Kooli, Krüüdneri, Maaritsa, Mügra, Pikajärve, Pikareinu, Puugi, Sirvaste, Sulaoja, Tiido, Valgjärve und Vissi.

## Sehenswürdigkeiten
Das Gutshaus in Saverna war eines der ersten, die von Deutsch-Balten an estnische Familien verkauft wurden. Besonders sehenswert in der Gemeinde sind der Park und der See (79,7 ha) von Valgjärve (übersetzt: Weißensee, 1533 als Wytten sehe erstmals erwähnt).
Auf dem Gebiet der ehemaligen Gemeinde liegt der 347 Meter hohe Valgjärve-Sendeturm, das zweithöchste Bauwerk in Estland.

## Töchter und Söhne
- Imbi Hoop (* 1988 in Saverna), Fußballnationalspielerin[1]